# Rhade
Rhade è un comune di 1 142 abitanti della Bassa Sassonia, in Germania.

Appartiene al circondario (Landkreis) di Rotenburg (Wümme) (targa ROW) ed è parte della comunità amministrativa (Samtgemeinde) di Selsingen.